# Grupo La Roca
Grupo La Roca es una empresa argentina de producción fundada por Jorge "Corcho" «Rodríguez, conocida por sus proyectos de música y cultura.

## Actividad
Grupo La Roca fue fundado en 1993 por Jorge Ernesto "Corcho" Rodríguez. En 2012, como parte de Grupo La Roca, La Roca Power Studio participó en iniciativas para celebrar el legado del músico argentino de rock, Pappo, destacando su conexión con el blues y el rock en Argentina. En enero de 2016, Grupo La Roca presentó su equipo de polo homónimo en un partido en Punta del Este.
En agosto de 2023, La Roca Power Studio acogió a La Renga mientras grababan una versión de "Génesis" de Vox Dei, con la participación de Willy Quiroga. En noviembre de 2023, La Roca Power Studio, propiedad de Jorge "Corcho" Rodríguez, colaboró con el equipo de polo La Hache para presentar su nueva camiseta en el Predio al Río. El evento se realizó junto al show de Cirque du Soleil, Messi 10.
Al mismo tiempo, La Roca Power Studio recibió al legendario guitarrista Billy Gibbons, quien colaboró con su fundador, Jorge "Corcho" Rodríguez, para grabar un clásico del blues. La Roca Power Studio, originalmente fundada en Buenos Aires, es ahora un centro para el blues y el rock ubicado en West Florida.
Conocido como un "secreto bien guardado» en la escena musical de Argentina, el estudio ha atraído a reconocidos artistas locales e internacionales, ganándose la reputación de ser un jugador clave en la producción de proyectos musicales.
La Roca Power Studio es un destino clave para bandas argentinas e internacionales, acogiendo artistas como La Renga, Kiss, Guns N' Roses, Def Leppard, The Black Crowes y Billy Gibbons en sus instalaciones de grabación.